# Luigi Giura
Luigi Giura (Maschito, 14 de outubro de 1795 - Nápoles, 1 de outubro de 1865) foi um engenheiro e arquiteto italiano.
Giura é famoso pela concepção e construção da segunda ponte suspensa da Europa em 1832. Foi  também Inspetor do Corpo de pontes e estradas do Reino das Duas Sicílias . 

## Biografia
Nascido em 1795 em Maschito, filho de Francisco Xavier e Victoria Pascale. Depois de aprender os primeiros estudos ele mudou-se para Nápoles para participar de cursos universitários. 
Formou-se em 1814, obtendo admissão no Corpo de pontes e estradas iniciou uma série de visitas de estudo, que durou vários anos, na Grã-Bretanha e França , onde ele foi capaz de verificar o progresso no campo da engenharia e as novas perspectivas abertas pelo desenvolvimento industrial desses países.
Em 1860, Giura retornou à Escola de Pontes e Estradas como diretor. Garibaldi reconheceu a capacidade de Giura e queria ele como o Ministro das Obras Públicas do  seu governo provisório.
Giura desenvolveu um arranjo do lado leste de Nápoles que forneceu a ligação entre o real Albergo dei Poveri e Piliero permitindo uma passagem através dos terminais ferroviários nas muralhas da cidade antiga. O projeto foi parcialmente implementado após a sua morte em 1865. A fama de Giura vem principalmente de seus projetos de pontes suspensas: a ponte real Ferdinando sul Garigliano , que foi a primeira ponte suspensa construída na Europa continental, em 1832, e a  Ponte Maria Cristina no Rio Calore perto de Benevento, concluída em 1835.
Essas conquistas tiveram efeitos significativos em termos econômicos e no aspecto desafiador dos projetos. Giura também criou soluções esteticamente agradáveis para os problemas de construção.
Giura foi enterrado no Cemitério de Poggioreale.